# Kampung Kajanan
Kampung Kajanan is een bestuurslaag in het regentschap Buleleng van de provincie Bali, Indonesië. Kampung Kajanan telt 4149 inwoners (volkstelling 2010).